# Dardanos
För andra betydelser, se Dardanos (olika betydelser).
Dardanos (grekiska Δάρδανος, latin Dardanus, albanska Dardan) var en kung och stamfader i grekisk mytologi.
Han var son till guden Zeus och Elektra, en av Plejaderna. Dardanos var först gift med Chryse, dotter till Pallas, sedan med Batea, dotter till kung Teukros. Han var stamfader till trojanerna och enligt senare romerska sagodiktningar, genom Aeneas, även stamfader till romarna.
Dardanos födelseort uppges i olika källor vara Samothrake, Arkadien, Kreta eller Italien. Från Arkadien och Samothrake sägs Dardanos ha utvandrat till Frygien där han enligt myten gifte sig med Batea och grundade staden Dardanos på berget Ida. Med Batea fick han sonen Erichtonius, fader till Tros som grundade Troja.
Huvudstaden Prishtinas äldsta stadscentrala område i Kosovo heter Dardania, och ligger i närheten av de antika Illyriska stadsruinerna,  Ulpiana (Ulpianë). Området är namngivet efter det antika Dardanien (Dardania - Dardanijë {dardani}).
Romerska författare kopplar samman Dardanos med Dardanellerna och folkstammen dardaner på Balkan. Dionysios från Halikarnassos (1.61–62) skriver att Dardanus och hans bror Jason kom från Arkadien. När den stora floden kom skildes bröderna åt. I Aeneiden hävdar Vergilius istället att han kom från vad vi idag kallar Italien.